# Лики смерти (фильм, 2001)
«Лики смерти» (англ. Edges of the Lord) — польско-американский фильм Юрека Богаевича 2001 года, повествующий о Второй мировой войне и о судьбе еврейского мальчика (Хэйли Джоэл Осмент), который с помощью одного из местных священников (Уиллем Дефо) укрылся от немецких оккупантов, выдав себя за католика, племянника местного фермера.

## Описание сюжета
1942 год. Чудом выбравшись из оккупированного нацистами Кракова, 12-летний Ромек находит убежище у своих дальних родственников. В тихой деревушке никто не будет искать сына добропорядочных евреев, решившихся на разлуку ради его спасения. Но и на новом месте, среди католиков, Ромек вынужден скрывать свои корни. Здесь, оставшись наедине со своим страхом и отчаянием, увидев своими глазами смерть и предательство, и поняв истинную цену дружбы, он быстро повзрослеет, навсегда усвоив простую истину — человек остаётся человеком, если даже перед лицом смерти хранит верность своей совести и своей душе.

## Актёры
- Эмилиан Каминьский — немецкий офицер Франц
- Хэйли Джоэл Осмент — Ромек
- Уиллем Дефо — священник
- Лайам Хесс — Толо
- Ричард Банель — Владек
- Олаф Любашенко — Гнецьо Липа
- Малгожата Форемняк — Манька
- Ольга Фрыч — Маруся
- Кристина Фельдман — Ванда
- Ежи Гудейко — Ганс, немецкий солдат на велосипеде
- Мария Андрушкевич — еврейка
- Пётр Шиц — Самюэль, юноша-дезертир из поезда
- Каролина Лутчин — блондинка в клубе
- Анджей Руг — еврей
- Chiril Vahonin — Робаль
- Эва Бранецкая — еврейская девушка
- Рышард Рончевский — Батылин

## Выпуск фильма
Фильм вышел на экраны во многих странах, хотя он не был выпущен в США. В своём обзоре журнал «Variety» предсказал, что поскольку фильм был снят на английском, хотя и с множеством актёров, говорящих с польским акцентом, фильм быстро будет выпущен на видео и по телевидению. На DVD фильм вышел в США в 2005 году.

## Награды
- За лучший сценарий — получатель: Ежи Богаевич[англ.] (награждён на польском кинофестивале).

## Дополнительная информация
- Для создания достоверных образов персонажей режиссёр фильма Ежи Богаевич (Jerzy Bogajewicz) искал и взял за основу детские дневники и воспоминания людей, выживших в то время.
- Первый показ фильма состоялся 1 мая 2000 года.
- Создание фильма заняло 3 года.